# Corregedoria-Regional da Justiça Federal da 2ª Região
A Corregedoria-Regional da Justiça Federal na 2ª Região (CRJF2R) é a unidade do Tribunal Regional Federal encarregada de zelar pela boa prestação jurisdicional nessa Região, compreendida pelas Seções Judiciárias do Rio de Janeiro e Espírito Santo.
Para tanto, orienta, normatiza, fiscaliza e acompanha as condutas funcionais e os serviços judiciários de todos os magistrados e servidores da primeira instância. Atende, também, as partes jurisdicionadas, os advogados, os procuradores e os defensores, e respectivos estagiários de Direito, esclarecendo direitos e deveres, solucionando dúvidas ou consultas e recebendo as representações por excesso de prazo (diante de injustificados atrasos na prática de ato processual ou demora em solução de processo judicial) e as reclamações disciplinares (diante de infração administrativa disciplinar praticada por Magistrado ou serventuários).
As atribuições e competências do Corregedor-Regional estão estabelecidas em um conjunto de documentos: a Constituição da República Federativa do Brasil, a Lei Orgânica da Magistratura Nacional, a Lei de Organização da Justiça Federal, a Legislação Federal pertinente e os atos normativos do Conselho Nacional de Justiça, do Conselho da Justiça Federal e do próprio Tribunal Regional Federal.
No âmbito de sua competência, o Corregedor-Regional desempenha suas atribuições independentemente da eventual atuação, de natureza suplementar ou normativa, da Corregedoria Nacional de Justiça e da Corregedoria-Geral da Justiça Federal, cooperando e seguindo as diretrizes gerais estipuladas por tais órgãos centrais.
Na gestão do biênio 2013/2015, a Desembargadora Federal Salete Maria Polita Maccalóz exerce o cargo de Corregedora-Regional da Justiça Federal na 2ª Região.
Na gestão anterior, o Desembargador Federal André Ricardo Cruz Fontes foi o Corregedor-Regional Federal da 2ª Região.

## Artigo institucional
- FONTES, André R. C. O Ouvidor, o Corregedor e o conflito de atribuições no Plenário do Tribunal Regional Federal da 2ª Região. Revista da EMARF, Rio de Janeiro, v. 17, n. 1, pp. 61-73, mar. 2012.